# Mosaico (película)
Mosaico  es una película de Argentina dirigida por Néstor Paternostro según su propio guion escrito en colaboración con Rubén Maril que se estrenó el 19 de noviembre de 1970 y que tuvo como protagonistas a Federico Luppi, Perla Caron, Owe Monk y Jorge Damonte. Fue exhibida también con el título alternativo de La vida de una modelo. La película fue filmada en San José del Morro en la provincia de San Luis e incluye fragmentos de filmes publicitarios.

## Sinopsis
Una joven es descubierta por un ejecutivo que la lleva a la fama.

## Reparto
- Federico Luppi
- Perla Caron
- Owe Monk
- Jorge Damonte
- Nelly Tesolín
- Aldo Bigatti
- Juan Pablo Bayadjian
- Miguel Saravia
- Los Cons Combo
- Tita Coello
- Elizabeth Alba
- Linda Peretz
- Carlos Roffé
- Juan Villarreal …Extra

## Premios
La película fue galardonada en el VII Festival Internacional de Panamá de 1969 con el Premio Esfinge al mejor trabajo de investigación en tanto Perla Caron recibió el premio a la mejor interpretación femenina.

## Comentarios
Dinamis dijo:

”…pocos  grisados  y muchos destellos de imaginación. Perla Caron otorga una singular  y atractiva dimensión al personaje. La publicidad, un mundo que conoce detalladamente, es la excusa que utiliza Paternostro en su primer largometraje para señalar el aturdimiento y la confusión de ciertos ambientes porteños”

La Nación :

”Interesante aporte…desde el punto de vista visual tiene grandes aciertos, y la fotografía muestra, insinúa al espectador la mecanización artificial de la vida moderna, más allá del nuevo ámbito de la publicidad. Puede objetarse cierta debilidad del libreto.”

Manrupe y Portela escriben:

”El mundo de la publicidad por primera vez contado desde la publicidad. Con sus técnicas y clisés y cierta insustanciabilidad en el relato. Un buen referente de época con bastantes aciertos.”